# Станиславівська друга державна гімназія імені Юзефа Пілсудського
Станиславівська друга державна гімназія імені Юзефа Пілсудського — колишній австрійський та польський середній освітній заклад в Станиславові (нині Івано-Франківськ), заснований на початку ХХ століття.

## Історія
Освітній заклад створено на базі чинної восьмикласної філії Станиславівської ц. к. гімназії з польською мовою викладання на підставі указу австрійського імператора від 13 листопада 1906 року. Свою роботу новоутворена ІІ Ц. к. гімназія розпочала в Станиславові 1 вересня 1907 року. Першим її директором було призначено Целестина Лаховського.
Після проголошення Польської республіки заклад перейменували в ІІ Державну гімназію. Станом на 1926 рік у структурі цієї неокласичної гімназії нараховувалося 8 класів з 15 відділеннями, у яких здобувало освіту 537 учнів. Наприкінці 20-х років школі надано звання маршалка Юзефа Пілсудського.
У рамках освітньої реформи наказом міністра Войцеха Свєнтославського від 23 лютого 1937 року заклад реорганізували в ІІ Державний ліцей та гімназію імені маршалка Юзефа Пілсудського в Станіславові. Передбачалося, що у школі й надалі навчатимуться особи чоловічої статі, а сам учбовий процес базуватиметься на поєднанні класичного і природничого типів освіти.
У 1939 році після радянської анексії західноукраїнських земель гімназія вимушено припинила своє подальше функціонування.

## Відомі люди

### Директори:
- Целестин Лаховський (25.09.1907—27.10.1920).
- Станіслав Цебуля (08.11.1920—20.03.1926).
- Себастьян Флізак (01.04.1926—1927).
- Ян Закшевський (20.06.1927—1931).
- Станіслав Уманський (в. o. дир. 1931-1933; дир. 05.03.1933—1939).

### Викладачі:
- Микола Лепкий — вчитель української мови.
- Осип Сорохтей — вчитель малювання.

### Навчались:
- Сильвестр Барткевич — польський спортсмен та правник.
- Зиґмунт Полак — полковник Війська Польського.
- Володимир Полєк — український бібліограф, педагог, літературознавець, краєзнавець.